# 加大利納·維里奧尼
加大利納·維里奧尼（義大利語：Katarina Vilioni，？—1342年6月）是一名十四世紀居於揚州的意大利女性，家族以營商為生。維里奧尼之所以為人所悉，全因一塊於1951年在揚州拆城築路時於舊城南門發現的石碑。碑上的文字以舊哥德體的拉丁文寫成，指出維里奧尼於1342年逝世，其父為多明我·維里奧尼（Domenico Vilioni）；另刻了基督宗教殉道聖人亞歷山大的加大肋納的殉道圖，中央則刻有聖母抱着耶穌的圖案。

## 墓碑內容
此石碑比馬可波羅到訪該地的日子晚了幾十年，顯示當地意大利族群生活興旺，這些意大利人大概投身於絲綢買賣。
墓碑上僅存的文字及譯文如下：
| In nomine Dñi amen hic jacet Katerina filia q[u]ondam Domini Dñici de Vilionis que obiit in anno Domini mileximo CCC XXXX II de mense Junii | 「因主的名，阿們。 這裏臥躺着加大利納 已去世的多明我·維里奧尼先生的女兒 她卒於公元一千三百 四十二年六月。」[1] |

## 學者分析
中世紀歷史學者羅伯特·洛佩茲（Robert Lopez）曾把維里奧尼的姓氏糾正為「伊里奧尼」（Ilioni），他引述於1348年熱那亞城名冊中的一位名叫「多明我·伊里奧尼」的父親與於一個名為「雅各布·德·奧利韋里奧」（Jacopo de Oliverio）的商人有關；據說此人曾於「契丹帝國」居住，他說當地比其首都大五倍之多。
數年後連同一基督教雕像發掘的另一塊小石板有一小段銘刻，提到同一位多明我的兒子安東尼奧於1344年11月去世。
當時在揚州生活的意大利族群曾經受一些宗教組織的支持。例如在1322年，方濟各會的鄂多立克到訪揚州，並說自己與一群方濟各會士一起居住，亦指出城內有三所景教寺。

### 引用
1. 1 2  顧衛民, 38頁
2. ↑  顧保鵠. . 恆毅月刊. 2002年2月, (509)  [2012-03-29]. （原始内容存档于2014-04-05） （中文（繁體））.
3. 1 2  Wood, 125頁

### 书籍
- 顧衛民、李廣平. . 香港: 基督教中國宗教文化研究社. 2011. ISBN 978-962-7706-27-4 （中文（繁體））.
- Wood, Frances. . University of California Press. 2004. ISBN 0520243404 （英语）.

## 延伸閱讀
- Rouleau, Francis A. . Harvard Journal of Asiatic Studies. 1954年12月, 17 (3/4): 346–365  [2012-03-29]. （原始内容存档于2015-12-22）.
- 顧衛民. . 香港: 道風山基督教叢林. 2003. ISBN 9628294121 （中文（繁體））.